# Rendac
Rendac is de naam van een organisatie die een aantal destructiebedrijven omvat. Het bedrijf heeft vestigingen in Son en Suameer in Nederland, in Denderleeuw in België en in Duitsland. In de Sonse vestiging werkten in 2007 ongeveer 219 mensen. Het is onderdeel van Darling Ingredients.

## Geschiedenis
Het hoofdbedrijf is geopend op 14 juni 1934 onder de naam: N.V. Chemische Bedrijven van de N.C.B. op de Sonse Heide te Son. Het bedrijf, onderdeel van de boerencoöperatie NCB ging uiteindelijk het dierlijk (afval)materiaal afkomstig van slachterijen en kadavers van boerenbedrijven voor geheel Zuid-Nederland verwerken, namelijk Noord-Brabant, Limburg en het zuidelijk deel van Gelderland. In 1957 werd er 17,7 kiloton aangevoerd, waarvan 4,2 kiloton kadavers en 13, 5 kiloton slachtafvallen. Daaruit werd 1,7 kiloton vet en 3,8 kiloton diermeel geproduceerd. Van 1948 tot in de jaren 60 van de 20e eeuw werd ook vismeel geproduceerd. Het topjaar was 1954 toen 9,5 ton vis en visafval werd verwerkt tot 0,8 ton traan en 2,1 ton vismeel. Deels ging het om dieren die op de afslag waren doorgedraaid.
Door de jaren heen is Rendac door autonome groei en acquisities uitgegroeid van een regionale dienstverlener naar een internationaal toonaangevende onderneming. In 2014 werd Rendac, tot die tijd onderdeel van VION Ingredients, overgenomen door Darling Ingredients.

## Milieuoverlast
Lang heeft dit bedrijf voor stankoverlast gezorgd. Zo had de vestiging in Son te maken met stinkloop. Dit water bevatte inktzwart stinkend water dat vrijwel ongezuiverd op de Dommel werd geloosd. Toen de Eindhovense woonwijken De Tempel en Woenselse Heide en de Sonse wijk De Gentiaan werden gebouwd, moest er iets gebeuren, want met name als een inversielaag voorkwam, was de stank in de woongebieden ondraaglijk. In het nabijgelegen bosgebied was ze dat eveneens.
De Friese vestiging in Suameer staat bekend onder de noemer it stjonkfabryk (de stinkfabriek).
Door verbeteringen in zuiveringstechnieken zijn er technieken beschikbaar gekomen om aan de stank een eind te maken. Biobedfilters en een waterzuiveringsinstallatie van zeer grote capaciteit hebben de stankoverlast voor het overgrote deel weten terug te dringen.

## Structuur
Rond 1990 is de naam van het bedrijf veranderd in Rendac. Dit beperkt zich tot het verwerken van risicovol materiaal (categorie-1 en categorie-2). Rendac verzorgt vanuit de Sonse vestiging geheel Nederland, terwijl de Denderleeuwse vestiging België bedient. De eindproducten mogen niet langer meer voor dierlijke consumptie worden gebruikt en worden ingezet als biobrandstof. Het op hetzelfde terrein gevestigde bedrijf Ecoson produceert onder meer biodiesel uit dierlijke vetten. Het bedrijf Sonac, met vestigingen in Suameer, Loenen, Vuren en Eindhoven, verwerkt categorie-3 materialen tot voor dierlijke consumptie geschikte eindproducten.
Rendac, Sonac en Ecoson zijn samen in de groep Sobel verenigd die weer onderdeel is van de Ingrediëntendivisie van VION NV, een vleesgroep die in handen is van de ZLTO. Op 1 januari 2014 is de ingrediëntendivisie van VION NV verkocht aan Darling Ingrediënts International.

## Cijfers
De kadavers worden (inclusief beenderen en vethoudend slib, bloed en veren) verwerkt, de laatste tot verenmeel. De veren zijn categorie-3 materiaal. In 2007 werden er 464 kiloton grondstoffen verwerkt, waarvan 365 kiloton kadavers, 42 kiloton bloed en 57 kiloton veren. Dit werd verwerkt tot 91 kiloton diermeel, 5 kiloton bloedmeel, 18 kiloton verenmeel, 41 kiloton dierlijk vet en 136.000 huiden.